# 18.º distrito congresional de Ohio
El 18.º distrito congresional fue un distrito congresional que elegía a un Representante para la Cámara de Representantes de los Estados Unidos por el estado de Ohio.  Según la Oficina del Censo, en 2011 el distrito tenía una población de 652 718 habitantes. El distrito fue disuelto a partir del 113.º Congreso de los Estados Unidos.

## Geografía
El 18.º distrito congresional se encontraba ubicado en las coordenadas 40°29′22″N 81°26′50″O / 40.48944, -81.44722.

## Demografía
Según la Oficina del Censo de los Estados Unidos, en 2011 había 652 718 personas residiendo en el 18.º distrito congresional. De los 652 718 habitantes, el distrito estaba compuesto por 635 679 (97.4%) blancos; de esos, 624 504 (95.7%) eran blancos no latinos o hispanos. Además 11 515 (1.8%) eran afroamericanos o negros, 953 (0.1%) eran nativos de Alaska o amerindios, 2 245 (0.3%) eran asiáticos, 71 (0%) eran nativos de Hawái o isleños del Pacífico, 1 787 (0.3%) eran de otras razas y 11 643 (1.8%) pertenecían a dos o más razas. Del total de la población 7 013 (1.1%) eran hispanos o latinos de cualquier raza; 3 753 (0.6%) eran de ascendencia mexicana, 1 029 (0.2%) puertorriqueña y 92 (0%) cubana. Además del inglés, 528 (1%) personas mayor a cinco años de edad hablaban español perfectamente.
El número total de hogares en el distrito era de 250 818, y el 68.7% eran familias en la cual el 29.5 tenían menores de 18 años de edad viviendo con ellos. De todas las familias viviendo en el distrito, solamente el 53.6% eran matrimonios. Del total de hogares en el distrito, el 5.8 eran parejas que no estaban casadas, mientras que el 0.3% eran parejas del mismo sexo. El promedio de personas por hogar era de 2.54. 
En 2011 los ingresos medios por hogar en el distrito congresional eran de US$41 894, y los ingresos medios por familia eran de US$61 853. Los hogares que no formaban una familia tenían unos ingresos de US$78 219. El salario promedio de tiempo completo para los hombres era de US$40 768 frente a los US$30 508 para las mujeres. La renta per cápita para el distrito era de US$20 723. Alrededor del 13.6% de la población estaban por debajo del umbral de pobreza.